# St. Gudula (Rhede)

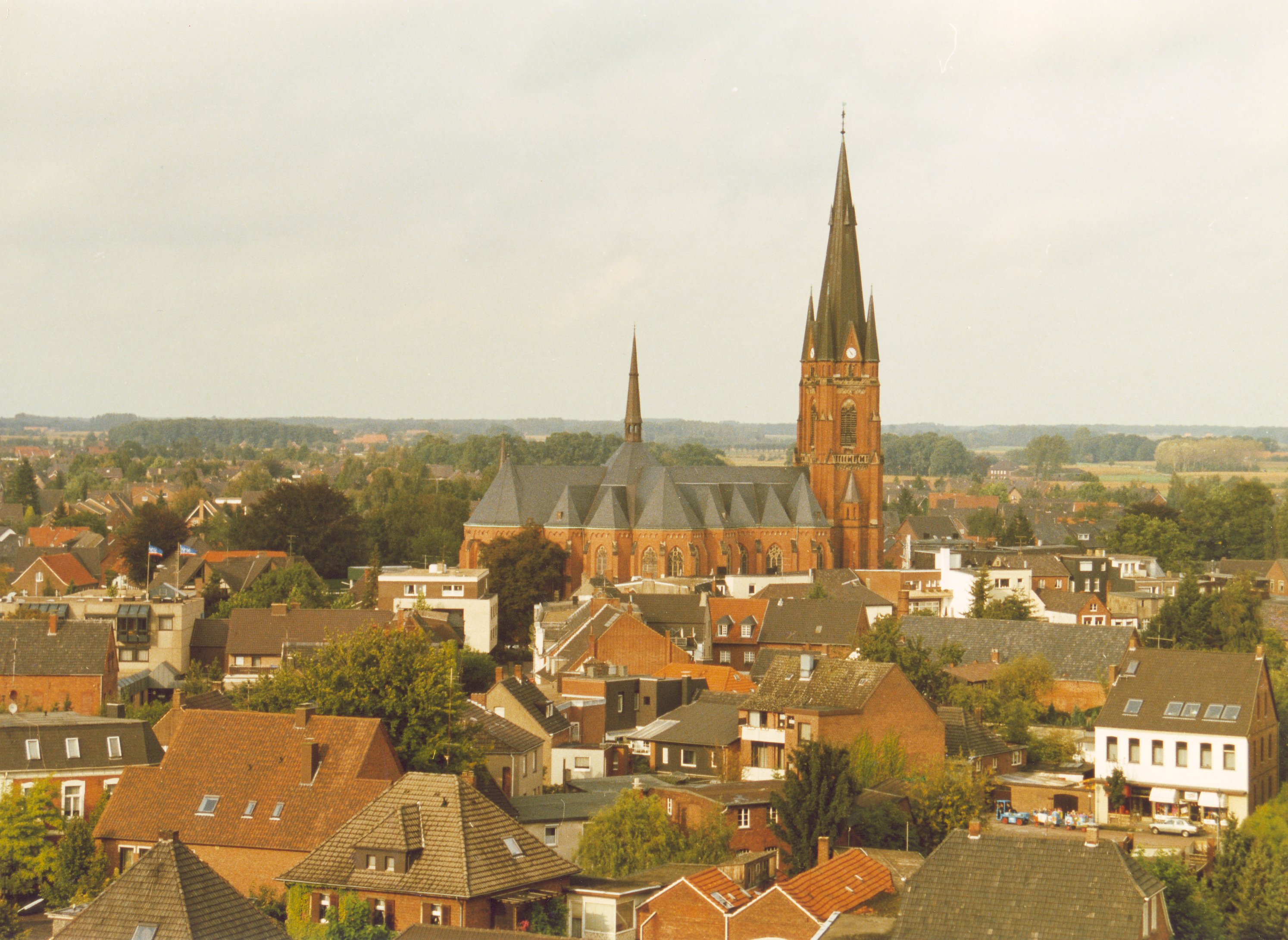
Blick auf St. Gudula

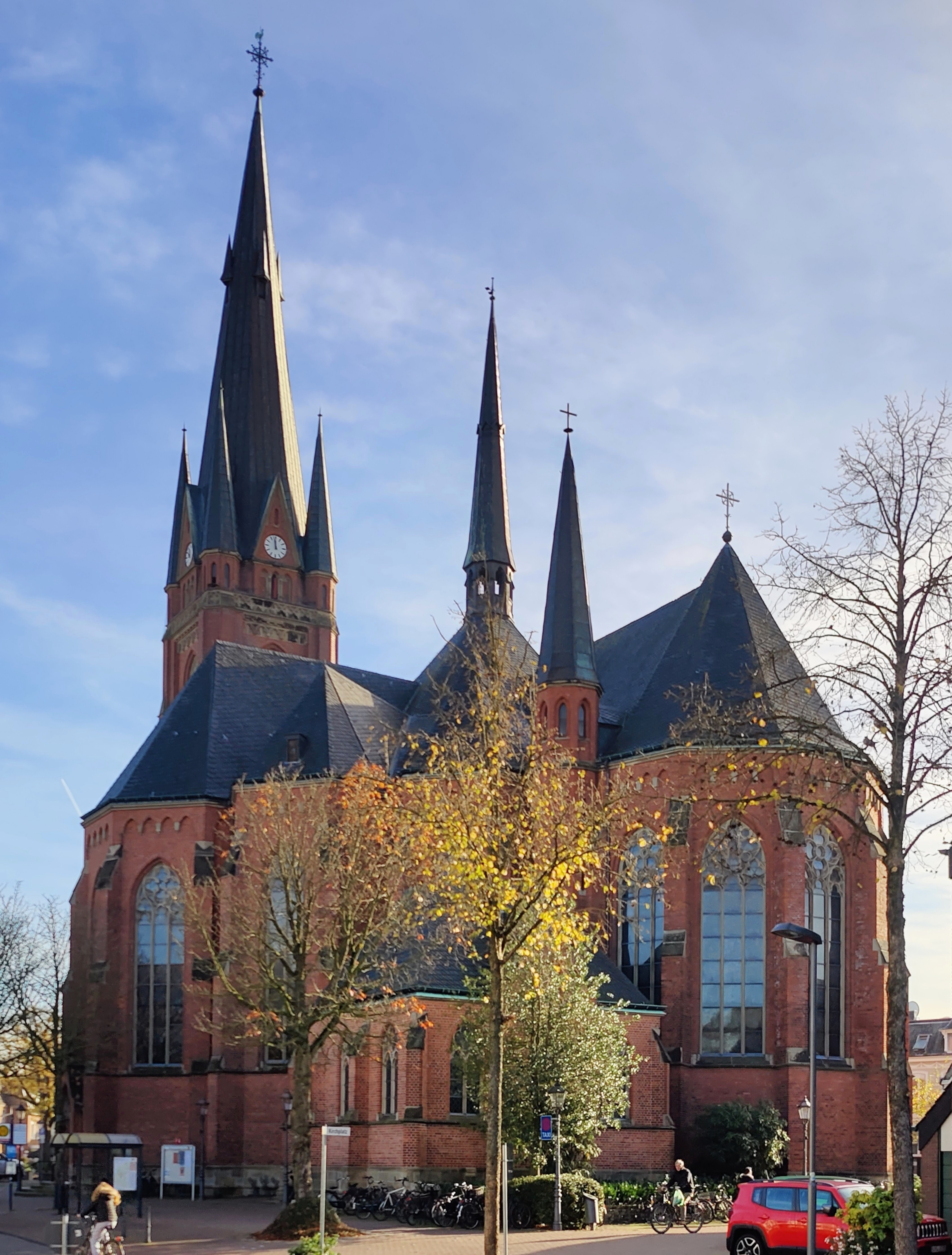
St. Gudula Rhede

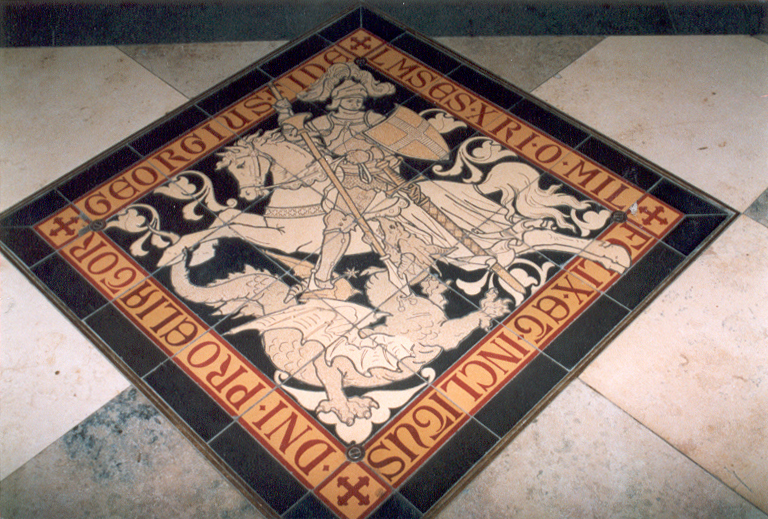
Detail des Fußbodens von Philipp Baum

Die katholische Pfarrkirche St. Gudula ist ein denkmalgeschütztes Kirchengebäude in Rhede, einer Stadt im Kreis Borken in Nordrhein-Westfalen.

## Geschichte und Architektur
Im 12. Jahrhundert gründete die Familie von Rhete eine Eigenkirche. Deren Kirchspiel wurde aus der Mutterkirche St. Georg in Bocholt abgepfarrt. Die gotische Hallenkirche wurde bis in das 19. Jahrhundert immer wieder ausgebaut. Aus Platzgründen wurde das Gebäude abgerissen und von 1898 bis 1901 nach Plänen von Hilger Hertel ein neues errichtet. Die Einweihung erfolgte am 12. Juni 1901. Die neugotische, dreischiffige Backsteinhalle mit drei Chorapsiden hat einen polygonalen Zentralraum. Der Turm ist 77,5 Meter hoch.

## Patrozinium der hl. Gudula
Die Heimat der hl. Gudula ist das heutige Belgien, wo sie um 650 geboren wurde. Besonders geprägt wurde sie von ihrer Taufpatin, der hl. Äbtissin Gertrud von Nivelles. Als strenge Einsiedlerin widmete sich Gudula ganz dem fürbittenden Gebet und den vielen Menschen, die von weither kamen, um Rat und Trost zu suchen. Sie starb am 8. Januar 712. Der Graf von Löwen holte 1047 ihre Gebeine nach Brüssel in die Hauptkirche Kathedrale St. Michael und St. Gudula. Am 6. Juni 1579 im Achtzigjährigen Krieg zerstörten Geusen den Schrein, der Gudulas Reliquien enthielt.
In der Pfarrkirche von Eibingen bei Rüdesheim wird der Schädel der heiligen Gudula als Reliquie aufbewahrt. Er wurde der hl. Hildegard von Bingen geschenkt.
Dargestellt wird Gudula als einfach gekleidete Frau mit einer brennenden Kerze in einer Laterne. Meistens trägt sie ein Buch.

## Ausstattung

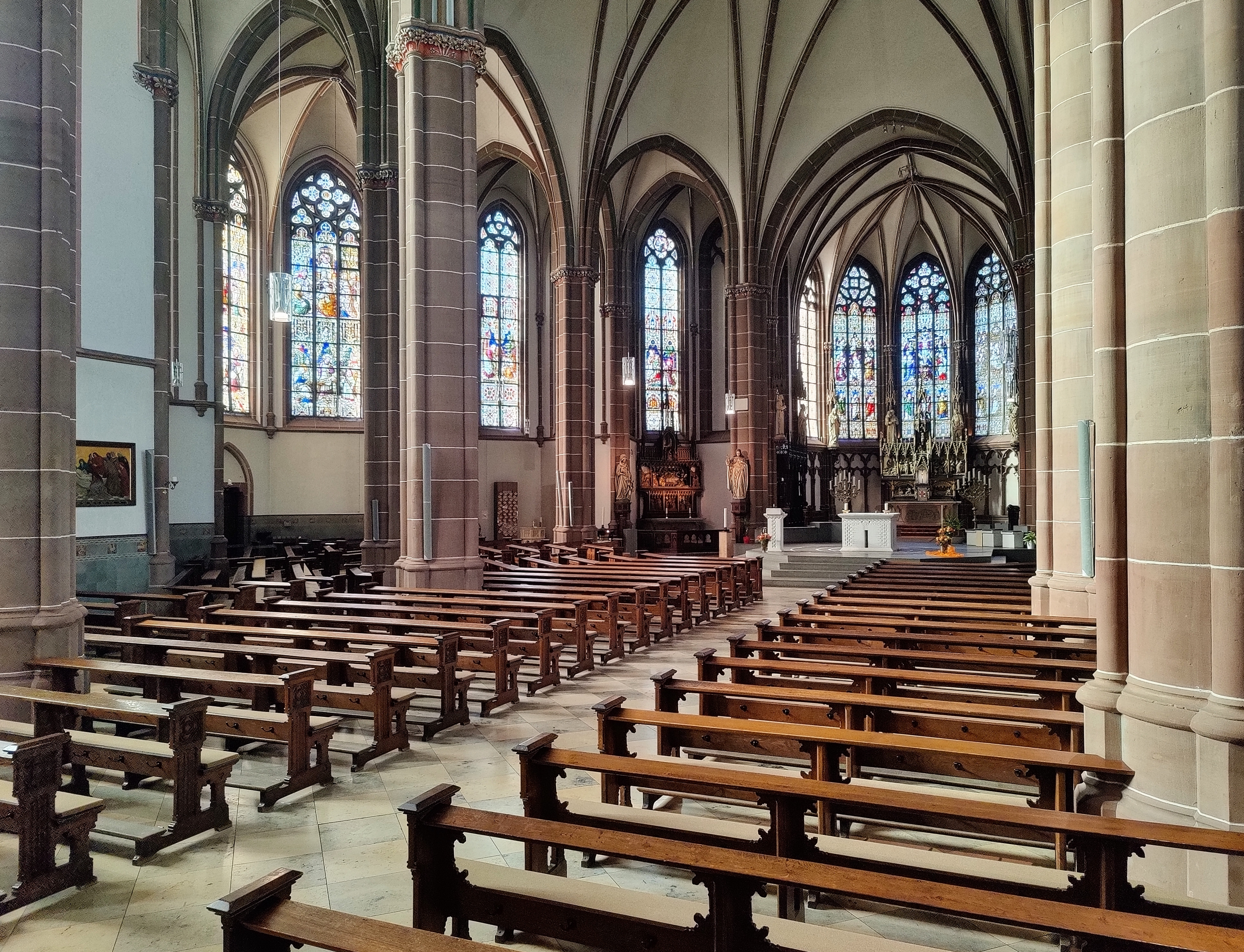
Innenraum (2022)

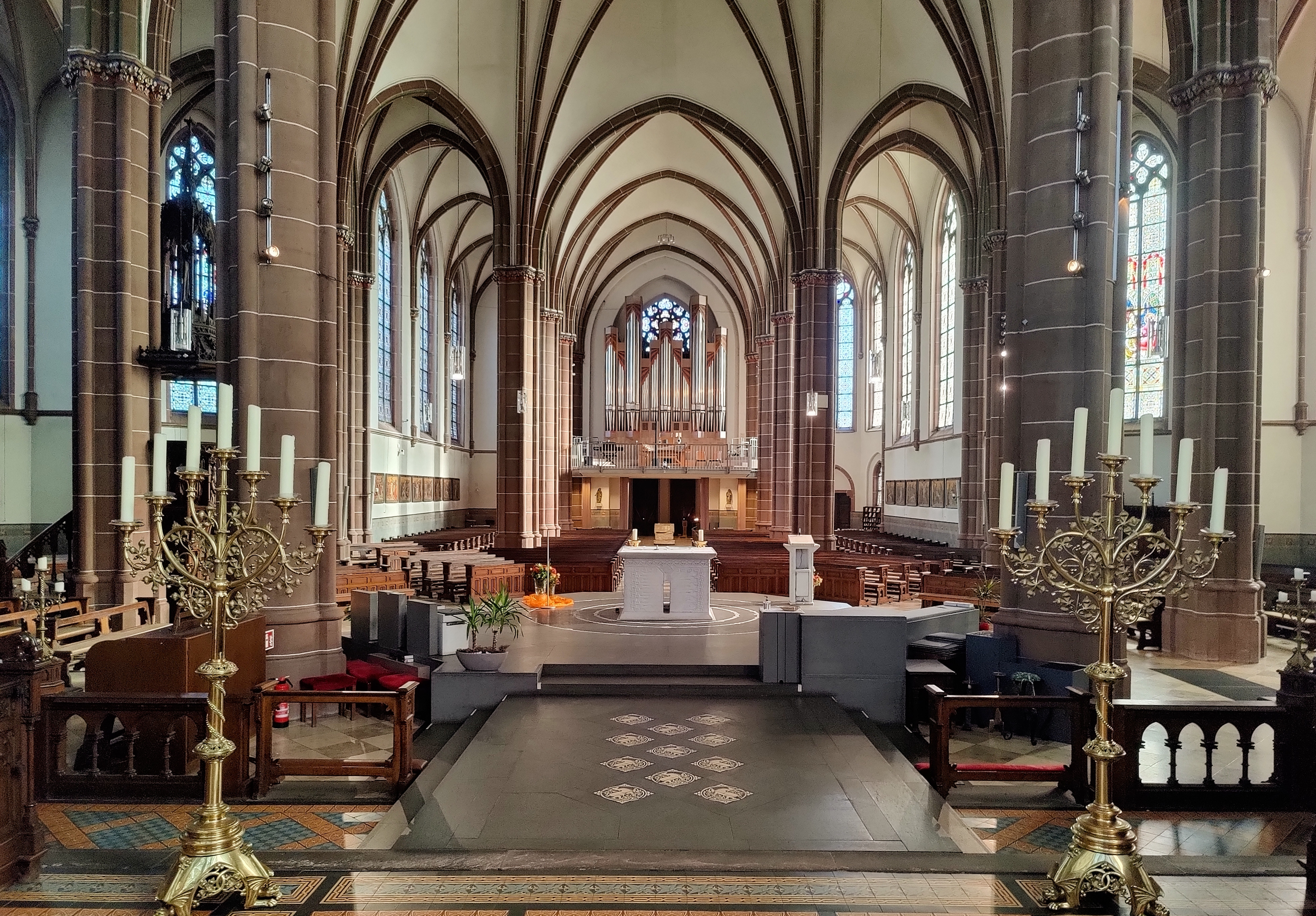
Blick aus dem Chorraum

Besonderen Reiz erhält die Kirche durch ihre komplett erhaltene bauzeitliche, neugotische Ausstattung, zumeist heimischer Künstler (unter anderem Bildhauer Stracke in Bocholt), und es darf als besonderes Verdienst der Gemeinde und ihrer Verantwortlichen nicht zu gering bewertet werden, dass die Ausstattung und Fenster auch in der Zeit nach dem Zweiten Vatikanischen Konzil (11. Oktober 1962 – 8. Dezember 1965), wo vielerorts vor allem Ausstattungen des Historismus aus den Kirchen rigoros entfernt wurden, erhalten geblieben ist.
- Taufbecken, Hochaltar mit Passionsszenen, Marien- und Josefsaltar, Chorgestühl für die Geistlichkeit und die Patronatsfamilie der Fürsten zu Salm-Salm, Kommunionbank, Beichtstühle und Kirchenbänke, künstlerischer Plattenbelag des Chores und Wandsockel, gemalte Kreuzwegstationen von der Hand der Maler Windhausen aus Roermond.
- Altartisch mit Ambo (Lesepult) und Priestersitz auf einer Altarinsel nach den Plänen von Ernst Rasche aus Mülheim an der Ruhr. Als Symbol des Lebensbaumes ein Ornament aus Blüten. Das Reliquiengrab auf der Vorderseite enthält die Reliquien des hl. Didakus aus Alcalá de Henares in Spanien (Franziskaner, † 12. November 1463).[2]
- Bislang wenig beachtet wurden die sehr qualitätvollen Chorpfeilerfiguren und ein riesiger Hl. Christophorus außen am Turm, die aufgrund ihrer bildhauerischen Qualität und ihrer Nähe zu mittelalterlichen Werken, mit an der Spitze neugotischer Bildnisplastik im nordwestdeutschen Raum stehen, und selbst Bildhauerwerke der Kölner Dombauhütte dieser Zeit übertreffen; der Bildhauer ist bislang unbekannt.
- Siebenarmige Leuchter im Chorraum, Apostelleuchter, Altarleuchter und großer Einbauschrank in der Sakristei ergänzen das umfangreich erhaltene Inventar.
- Von herausragender Bedeutung ist die komplett erhaltene, qualitätvolle neugotische Verglasung von Kirche, Taufkapelle und Sakristei, geschaffen in den Jahren 1901 bis 1913 in den Werkstätten der Firma Derix in Kevelaer.
- Unter der heute sichtbaren Wandfarbe hat sich die komplette bauzeitliche Ausmalung der Kirche erhalten; eine freigelegte Probeachse am Josefsaltar ist sichtbar.
- Der Fußbodenbelag des Chorraumes und ein Einzelbild des Hl. Georg zu Pferde von Philipp Baum (Villeroy & Boch).

Von der Ausstattung der 1898 niedergelegten Vorgängerkirche haben sich wichtige Stücke erhalten und wurden bereits 1901 und bei der jüngsten Innenrenovierung wieder in den Kirchenraum integriert.
- Romanischer Taufstein, Bentheimer Typ, bald vor 1200, beschädigt, heute als Weihwasserbecken unter der Orgel.
- Ein Eichenholzrelief mit der Darstellung des Todes Mariens westfälische Werkstatt vom Anfang des 16. Jahrhunderts als Mittelrelief des Marienaltares mit neugotischer Fassung.
- Zwei spätgotische Apostelstatuetten aus Baumberger Sandstein, farbig gefasst, wohl aus einem ehemaligen Altarzusammenhang.
- Figur der Pfarrpatronin St. Gudula, Brüssel oder Mechelen um 1520.
- Kleine Pieta, westfälisch, Holz, ungefasst, um 1430/50.
- Barocke Altargemälde der ehemaligen Seitenaltäre, um 1670/80 von der Hand des Malers Hermann Veltmann, tätig in Coesfeld, Schaffenszeit: 1676–1723. Ein Altarauszug aus St. Gudula Rhede befindet sich im Museum „Alte Kirche“ in Reken.
- Barocke stehende Anna, ungefasst, von einem ehemaligen Altar.
- Aus dem Coesfelder Jesuitenkloster Porträts von Jesuitengenerälen (Leihgaben im Kirchenmuseum Reken), wohl über das in der Säkularisation aufgelöste Kloster Varlar bei Coesfeld (Patronatskloster) nach Rhede gelangt.
- Eine als Leihgabe bislang im Gudulakloster bewahrte sitzende Marienfigur mit Kind von beachtlicher Größe, die bereits in Nachrichten des 17. Jahrhunderts erwähnt wird und zu der sich ein silberner Rosenkranz und eine Metallkrone erhalten haben, wird zurzeit wissenschaftlich auf ihr Alter untersucht (neugotisch oder mittelalterlich) und geprüft, ob es sich um das bislang als verschollen geltende, über Jahrhunderte „verehrte Marienbild“ der Gemeinde handelt, oder um eine spätere Nachschöpfung.[3]
- Spitze des spätgotischen Sakramentshauses mit plastischer Christusfigur (Baumberger Sandstein) aufgestellt in einem Bildstock zwischen Rhede und Krechting.

Im kleinen Kirchenschatz:
- Zwei Kaseln mit spätgotischen Stickereien (Köln um 1450/1460 und Brabant um 1500) sowie zwei Dalmatiken mit Kölner Borten um 1450/1460.
- Gute neugotische Kelche als Leihgaben in der Krankenhauskapelle
- Ein wenig beachteter Kelch eines Salm-Salmschen Hauskaplans vom Anholter Künstler Franz Nadorp in der Kirche Vardingholt.
- Neugotische Turmmonstranz.
- Eine barocke Sonnenmonstranz, wohl Lucas Böemer Münster, Ende des 17. Jahrhunderts.
- Ein Rokoko-Ziborium aus vergoldetem Silber.

## Orgeln

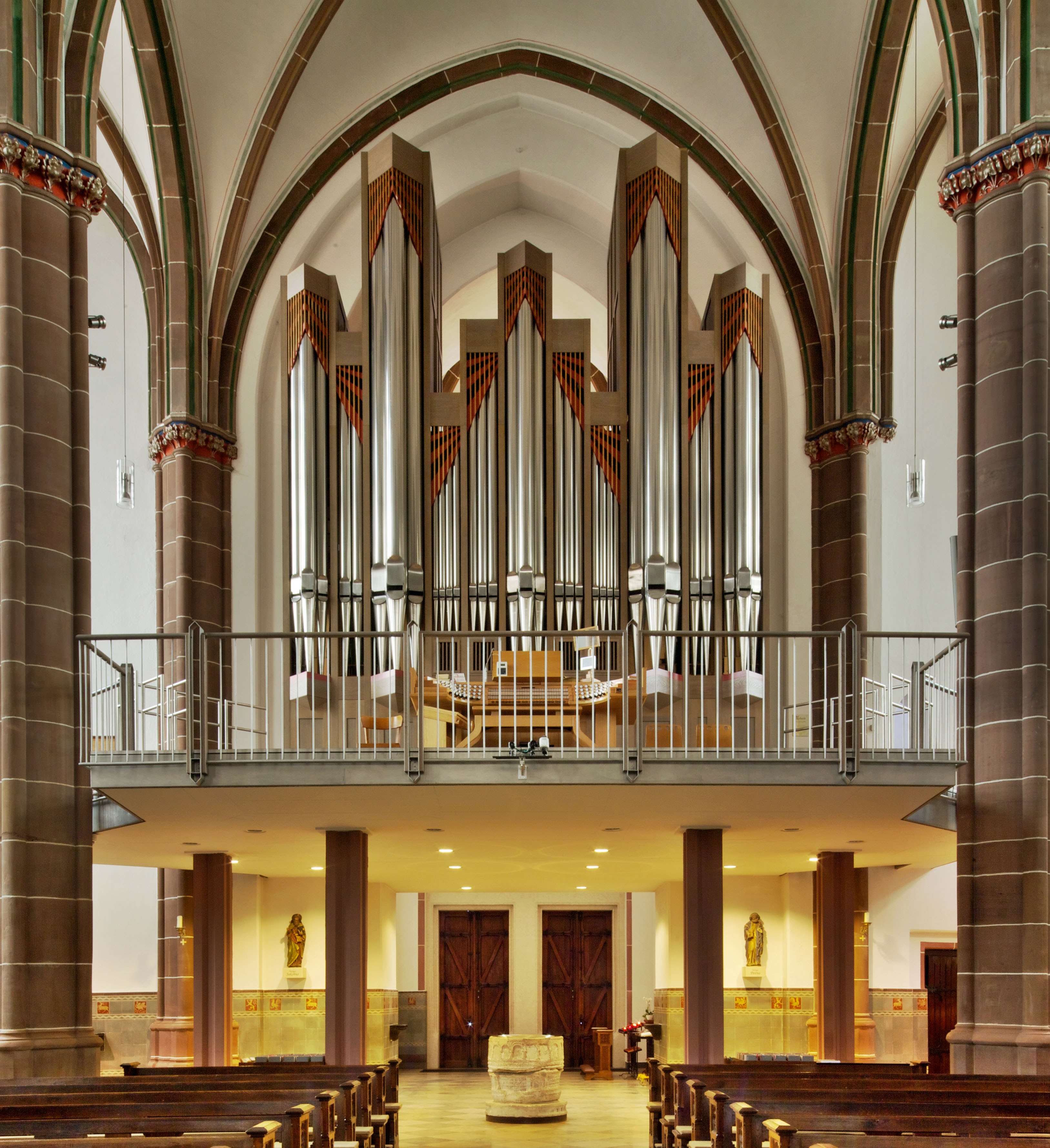
Die Orgel auf der Ostempore

Die Orgel wurde 1998 von der Firma Orgelbau Romanus Seifert & Sohn (Kevelaer) erbaut. Das Schleifladen-Instrument hat 52 Register (3.576 Pfeifen) auf drei Manualen und Pedal. Die Spieltrakturen sind mechanisch, die Registertrakturen elektrisch. Für 14 Register wurden Pfeifen der Vorgängerorgeln von Fa. Horstenke (1874) und Breil (1902 + 1937) sowie aus Lagerbeständen von Seifert genutzt. Ausgestattet ist die Orgel mit einer elektronischen Setzeranlage und einem Registercrescendo.
| I Hauptwerk C–g3 |                     |       |
| 1.               | Prinzipal           | 16′   |
| 2.               | Prinzipal           | 8′    |
| 3.               | Konzertflöte        | 8′    |
| 4.               | Gamba               | 8′    |
| 5.               | Oktave              | 4′    |
| 6.               | Flauto              | 4′    |
| 7.               | Superoktave         | 2′    |
| 8.               | Kornett V (ab c0)   | 8′    |
| 9.               | Mixtur major IV     | 2′    |
| 10.              | Mixtur minor III-VI | 1 ⁄3′ |
| 11.              | Trompete            | 8′    |
| 12.              | Trompete            | 4′    |

| II Schwellpositiv C–g3 |                |       |
| 13.                    | Bordun         | 16′   |
| 14.                    | Prinzipal      | 8′    |
| 15.                    | Gedackt        | 8′    |
| 16.                    | Quintade       | 8′    |
| 17.                    | Oktave         | 4′    |
| 18.                    | Rohrflöte      | 4′    |
| 19.                    | Prinzipal      | 2′    |
| 20.                    | Quinte         | 1 ⁄3′ |
| 21.                    | Sifflet        | 1′    |
| 22.                    | Sesquialter II | 2 ⁄3′ |
| 23.                    | Mixtur IV      | 1 ⁄3′ |
| 24.                    | Zimbel III     | 1′    |
| 25.                    | Cromorne       | 8′    |
| 26.                    | Clarinette     | 8′    |
|                        | Tremulant      |       |

| III Schwellwerk C–g3 |                       |        |
| 27.                  | Salicet               | 16′    |
| 28.                  | Flute harmonique      | 8′     |
| 29.                  | Bordun                | 8′     |
| 30.                  | Gamba                 | 8′     |
| 31.                  | Vox coelestis (ab c0) | 8′     |
| 32.                  | Traversflöte          | 4′     |
| 33.                  | Fugara                | 4′     |
| 34.                  | Quinte                | 2 ⁄3′  |
| 35.                  | Piccolo               | 2′     |
| 36.                  | Terz                  | 1 3⁄5′ |
| 37.                  | Harmonica III         | 2 ⁄3′  |
| 38.                  | Fagott                | 16′    |
| 39.                  | Tuba                  | 8′     |
| 40.                  | Oboe                  | 8′     |
| 41.                  | Vox humana            | 8′     |
| 42.                  | Trompete              | 4′     |
|                      | Tremblant             |        |

| Pedal C–g1 |               |     |
| 43.        | Subbass       | 32′ |
| 44.        | Prinzipalbass | 16′ |
| 45.        | Subbass       | 16′ |
| 46.        | Oktavbass     | 8′  |
| 47.        | Gedacktbass   | 8′  |
| 48.        | Oktave        | 4′  |
| 49.        | Bombarde      | 32′ |
| 50.        | Posaune       | 16′ |
| 51.        | Trompetenbass | 8′  |
| 52.        | Trompete      | 4′  |

- Koppeln
  - Normalkoppeln: II/I, III/I, III/II, I/P, II/P, III/P
  - Suboktavkoppel: I/I
  - Superoktavkoppeln: II/I, III/II, III/III

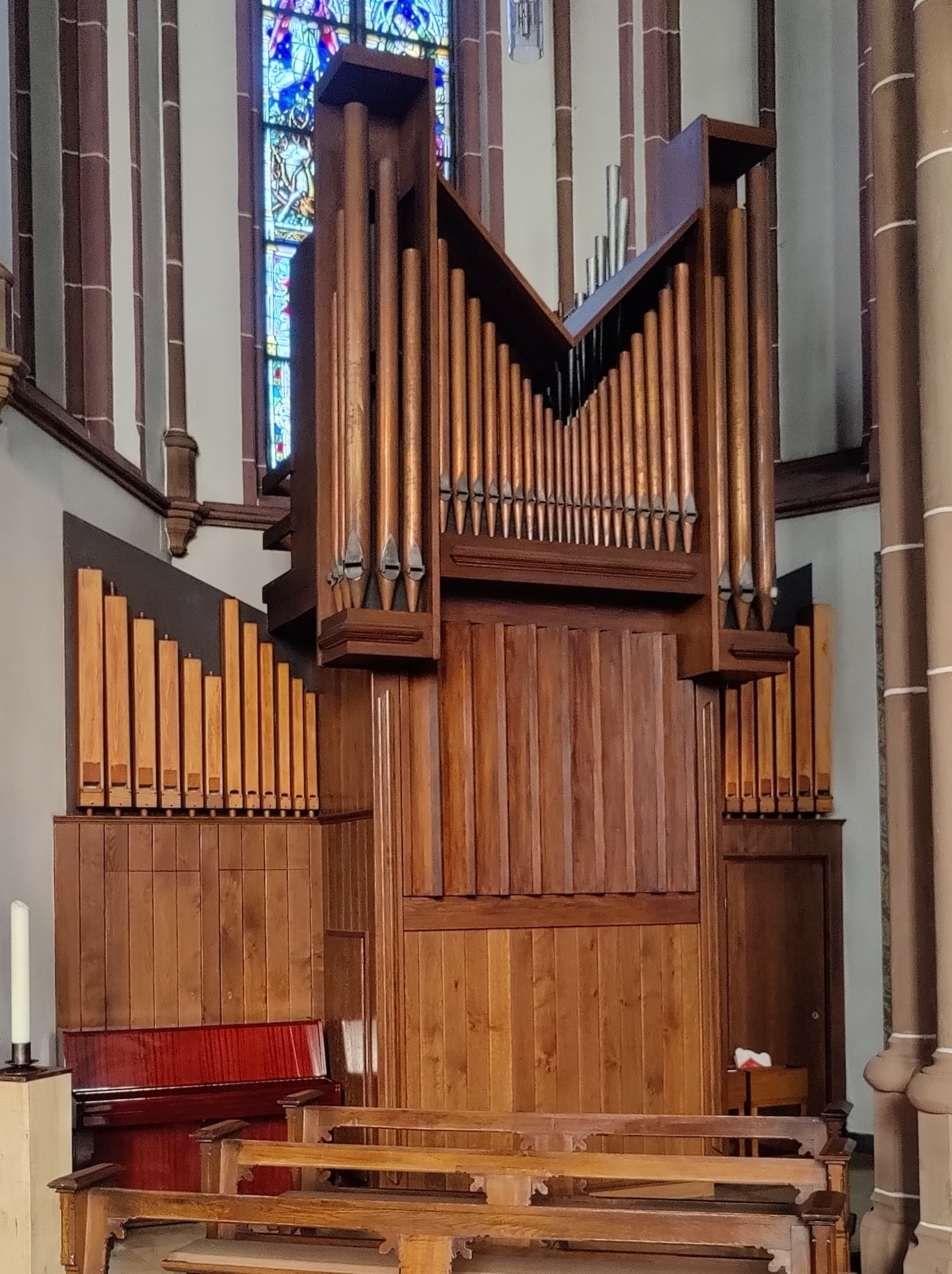
Chororgel

Die Chororgel wurde maßgeblich in Eigenarbeit der Gemeinde aus zwei Instrumenten gebaut, insbesondere unter Verwendung von Pfeifenmaterial der alten Hauptorgel. Die Chororgel hat 28 Register auf drei Manualen und Pedal.
| I Hauptwerk C–a3 |                 |       |
| 1.               | Quintade        | 16′   |
| 2.               | Prinzipal       | 8′    |
| 3.               | Gedackt         | 8′    |
| 4.               | Oktave          | 4′    |
| 5.               | Koppelflöte     | 4′    |
| 6.               | Schweizerpfeife | 2′    |
| 7.               | Scharff III     | 1′    |
| 8.               | Sesquialter II  | 2 ⁄3′ |
| 9.               | Trompete        | 8′    |
| 10.              | Krummhorn       | 16′   |
|                  | Tremulant       |       |

| II Schwellwerk C–g3 |            |        |
| 11.                 | Hohlflöte  | 8′     |
| 12.                 | Rohrflöte  | 8′     |
| 13.                 | Prinzipal  | 4′     |
| 14.                 | Nasat      | 2 ⁄3′  |
| 15.                 | Prinzipal  | 2′     |
| 16.                 | Sifflet    | 1′     |
| 17.                 | Terzian II | 1 3⁄5′ |
| 18.                 | Oboe       | 8′     |
|                     | Tremulant  |        |

| III. Manual C–g3 |           |    |
| 19.              | Holzflöte | 8′ |
| 20.              | Gedackt   | 8′ |
| 21.              | Aeoline   | 8′ |
| 22.              | Gemshorn  | 4′ |
| 23.              | Prinzipal | 2′ |
| 24.              | Krummhorn | 8′ |
|                  | Tremulant |    |

| Pedal C–g1 |         |     |
| 25.        | Subbaß  | 16′ |
| 26.        | Flöte   | 8′  |
| 27.        | Oktave  | 4′  |
| 28.        | Posaune | 16′ |

- Koppeln: I 4′/I, II/I, III/I, III/II, I/P, II/P, III/P

## Glocken
Der Turm beherbergt sieben Läuteglocken. Glocken 1 bis 6 wurden 1951 bzw. 2006 von der Glockengießerei Petit & Gebr. Edelbrock gegossen. Von historischer Bedeutung ist die Johannesglocke (Nr. 7), die 1492 von Gerhard van Wou gegossen wurde.
| Nr. | Name              | Gussjahr | Gießer, Gussort                         | Ø (cm) | Gewicht (kg) | Nominal | Anmerkungen               |
| --- | ----------------- | -------- | --------------------------------------- | ------ | ------------ | ------- | ------------------------- |
| 1   | Christusglocke    | 2006     | Glockengießerei Petit & Gebr. Edelbrock | 155    | 2.349        | c1 +1   | Festtagsglocke            |
| 2   | Marienglocke      | 1951     | Glockengießerei Petit & Gebr. Edelbrock | 132    | 1.432        | es1     | Sonntags- und Totenglocke |
| 3   | Josefsglocke      | 1951     | Glockengießerei Petit & Gebr. Edelbrock | 115    | 1.007        | f1      |                           |
| 4   | Gudulaglocke      | 1951     | Glockengießerei Petit & Gebr. Edelbrock | 102    | 659          | g1      |                           |
| 5   | Schutzengelglocke | 1951     | Glockengießerei Petit & Gebr. Edelbrock | 81     | 355          | b1      | Angelusglocke             |
| 6   | Liudgerglocke     | 2006     | Glockengießerei Petit & Gebr. Edelbrock | 82     | 372          | c2      |                           |
| 7   | Johannesglocke    | 1492     | Gerhard van Wou                         | 58     | 118          | e2 +8   |                           |

Historischer Holzglockenstuhl (1951 aufgesetzter Eisenglockenstuhl bei der letzten Sanierung entfernt), eventuell unter Verwendung historischer Hölzer des Glockenstuhls der Vorgängerkirche.